# Senoessi

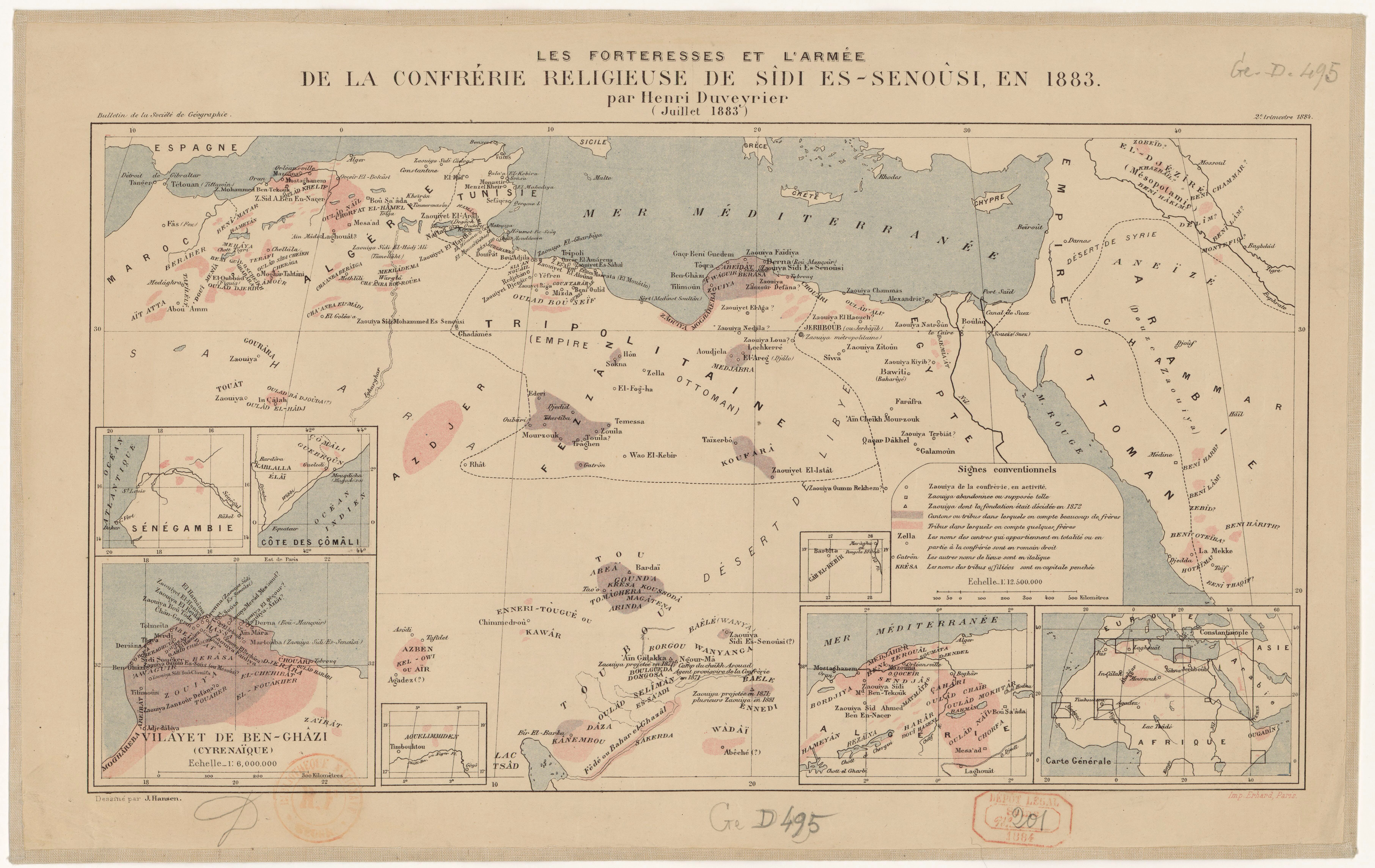
De forten en het leger van de religieuze orde van Sidi es-Senousi in 1883. Henri Duveyrier, juli 1883

De Senoessi of Sanoessi (Arabisch: السنوسية) zijn een politiek-religieuze tariqa (Soefi orde) en moslimgenootschap, ontstaan in het koloniale Libië en Soedan en opgericht in Mekka in 1837 door de Grand Senoessi (Arabisch: السنوسي الكبير), de Algerijn Muhammad ibn Ali as-Senussi. Hij was bezorgd over wat hij beschouwde als het verval van zowel het islamitische gedachtegoed en spiritualiteit, als de islamitische politieke integriteit. 
Van 1902 tot 1913 vochten de Senoessi tegen de Franse koloniale expansie in de Sahara en tegen de Italiaanse kolonisatie van Libië vanaf 1911. In de Eerste Wereldoorlog vochten ze in de Senussi-campagne (1915-1917) tegen de Britten en Italianen in Egypte en Soedan. Ze kregen daarbij steun van het Ottomaanse Rijk en van Duitsland. 
Tijdens de Tweede Wereldoorlog leverden de Senoessi vitale steun aan het Britse Achtste Leger tijdens de Noord-Afrikaanse Veldtocht, tegen de Duitse en Italiaanse strijdkrachten. 
De kleinzoon van de Grand Senussi werd in 1951 koning Idris van Libië, die in 1969 werd omvergeworpen door een militaire staatsgreep onder leiding van Moammar al-Qadhafi. De beweging bleef actief ondanks aanhoudende vervolging door de regering van Khadafi. De geest en het erfgoed van Senoessi blijven prominent aanwezig in het huidige Libië, vooral in het oosten van het land. 